# Friedrich Johann Xavier Wirtz
Johann Fridrich Xavier Wirtz (Duisburg, 20 januari 1798 – Kleef, 13 juni 1864) was een Duits muziekpedagoog. Hij vernederlandste zijn naam ook wel tot Frederik Wirtz.
Wirtz was getrouwd met Carolina Jacoba van Hove (geboren 1818), dochter van kunstschilder Bartholomeus Johannes van Hove. Wirtz senior is de vader van onder meer Carel Lodewijk Willem Wirtz, die het verder bracht op de muzikale ladder.  
Hij was sinds de oprichting van de koninklijke muziekschool pianodocent aldaar. Hij bespeelde tevens dwarsfluit, viool en gitaar. Thuis werden kamerconcerten georganiseerd.
De oude Wirtz was pianodocent van zangeres Sophie Offermans-van Hove, Nederlands meest gewaardeerde zangeres buiten de landsgrenzen (b.v. bij Robert Schumann) in de 19e eeuw. Ook gaf hij les aan Antonie Jacobus Ackerman. Bovendien schijnt het dat hij pianolessen heeft gegeven aan Wilhelmine Marie Sophie Louise, maar die bracht het muzikaal niet ver. Zij woonde een deel van het jaar in Paleis Noordeinde. 
Van zijn hand verscheen een mis voor solisten, koor en piano, die het niet verder bracht dan manuscript.
In 1858 vertrok hij naar Kleef zonder verder bericht achter te laten. Hij overleed aldaar zonder veel geld. Zijn vrouw werd in 1866 onder curatele gesteld in verband met zwakheid van vermogen, aldus de Nederlandse Staatscourant van 30 maart 1866.